# 14351 Tomaskohout
14351 Tomaskohout eller 1986 RF3 är en asteroid i huvudbältet som upptäcktes den 6 september 1986 av den amerikanske astronomen Edward L.G. Bowell vid Anderson Mesa Station. Den är uppkallad efter Tomas Kohout.
Asteroiden har en diameter på ungefär 4 kilometer och den tillhör asteroidgruppen Nysa.